# Andersonia (California)
Andersonia es un área no incorporada ubicada en el condado de Mendocino en el estado estadounidense de California.

## Geografía
Andersonia se encuentra ubicada en las coordenadas 39°58′41″N 123°48′26″O / 39.97806, -123.80722.